# Thierry Mercier
Thierry Mercier (* 1. Mai 1967 in Sallanches) ist ein französischer Curler. 
Sein internationales Debüt hatte Mercier bei der Juniorenweltmeisterschaft 1983 Medicine Hat, er blieb aber ohne Medaille. 
Mercier spielte als Lead der französischen Mannschaft bei den XVI. Olympischen Winterspielen 1992 in Albertville im Curling. Die Mannschaft belegte den sechsten Platz.